# Julien Jousse
Pour les articles homonymes, voir Jousse.
Julien Jousse est un pilote automobile français né le 21 janvier 1986 à Roquebrune-sur-Argens (Var).

## Biographie
Julien Jousse est né au Issambres, quartier maritime de la commune de Roquebrune-sur-Argens dans le Var.
Après des débuts en Formule Ford, Julien Jousse poursuit dans la filière Renault Sport en Championnat de France de Formule Renault et en Formula Renault 3.5 Series. En 2010, il débute en Grand Tourisme et participe pour la première fois au 24 Heures du Mans. Il remporte le classement pilotes des Le Mans Series l'année suivante au volant d'une Pescarolo 01 du Pescarolo Team.
En 2012, à la veille de la journée test des 24 Heures du Mans 2012, il est remplacé par le pilote Stuart Hall dans l'équipage de la Pescarolo 03 du Pescarolo Team.

## Carrière

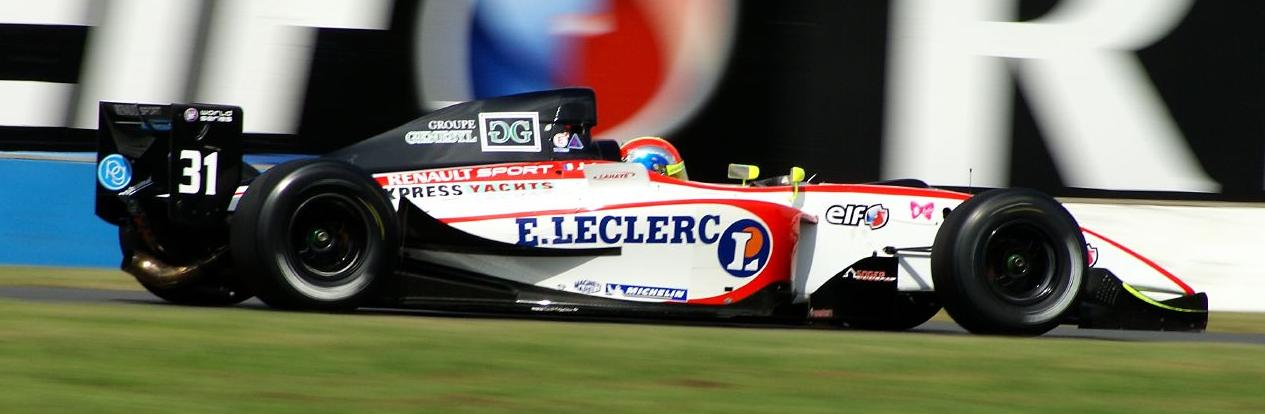
Julien Jousse à Donington Park en 2007

- Championnat de France de Formule Renault
  - 3e en 2005
  - Deux victoires en 2005 et 2006

- Formula Renault 3.5 Series
  - 2e en 2008
  - Deux victoires en 2008

- Formule 2
  - Une victoire à Donington en 2009

- Superleague Formula
  - Une victoire à zolder en 2010

- Le Mans Series
  - Champion en 2011 avec Emmanuel Collard
  - Deux victoires aux 6 Heures du Castellet et 6 Heures d'Estoril